# I. Dan havasalföldi fejedelem
I. Dan (1354 – 1386. szeptember 23., Vidin) havasalföldi fejedelem 1383 és 1386 között. I. Radu fia és I. (Öreg) Mircea testvére. Trónra jutásának pontos időpontja és körülményei nem ismertek, édesapjának élőként való utolsó említése 1380-ban történt, míg első alkalommal őt vajdaként (és apját halottként) 1385-ben említik a krónikák.
Külpolitikája az első Baszarábok jellemző vonásait képviselte, miszerint igyekezett a belső államot megszilárdítani, távol tartani a magyar királyságot és kiterjeszkedni a Duna-mentén.
Uralkodása alatt új pénznemet bocsátott ki, a dukátot (0,50 gr.). Ő fejezte be a Tismana kolostort is, amit még apja kezdett építeni.
Magyarországgal meglehetősen fagyos viszonya volt, egy 1390-es keltezésű, Luxemburgi Zsigmond-tól származó dokumentumban a király megemlíti az időket amikor „Dan fejedelem erős hadakkal beviharzott Mihald nevű kastélyunk tartományaiba”. Dan fejedelem valószínűleg ezzel a katonai akcióval próbálta befolyása alá vonni Fogarast és a Szörénységet. Ismeretlenek a harcok eredményei.
Halálának körülményei nem ismertek. Egyes feltételezések szerint testvére általi árulás áldozata lett és meggyilkolták. Hitelesebbnek tűnnek azonban azok a bolgár források, melyek szerint 1386. szeptember 23-án Vidin-nél esett el, miközben Iván Szracimir bolgár cárt (nem mellékesen a nagybátyja) támogatta a törökök ellen.